# アストモスエネルギー
アストモスエネルギー株式会社は、出光興産グループと三菱商事グループの液化石油ガス（LPガス）部門が統合して発足したLPガス商社である。

## 概略
2006年（平成18年）4月1日に出光興産系の出光ガスアンドライフ（当時業界2位）、三菱商事系の三菱液化瓦斯（当時業界7位）、それに三菱商事LPガス部門が合併し設立された。この合併により、新日本石油ガス（当時業界1位、後に新日本石油に吸収合併）を抜いて業界トップに躍り出た。現在は国内販売シェア約25％・輸入取扱量約1,000万トン・保有船・傭船21隻の規模を持つ、世界有数のLPガス企業である。三菱広報委員会に加盟しているが、これは株式の49%を所有する三菱商事が三菱グループの総合商社であるためである。
出光興産・三菱商事の他、ENEOS・全国農業協同組合連合会・東京ガスなど他の卸売企業・エネルギー企業とも提携・業務契約を結んでおり、配送や物流拠点の運営で幅広く協力している。またこれらの協力を通し、日本全国に輸入・生産基地10か所・二次基地6か所・充填所約400か所・オートガススタンド約300か所の供給体制を構築している。
社名のアストモスとは、「明日を明るく灯す」・「明日の友」、英単語の“Ascent”（向上）・“Aspire”（熱望する）・“Cosmos”（調和・宇宙）などの意味が込められた造語である。コーポレートステートメントは「心を灯す、安心を灯す、明日を灯す。」、経営理念・サウンドロゴは「じょうずに未来へ。アストモス」、ブランド名は「アストモスガス」を使用。また広報誌として、販売店向けに「アストモスコール」・消費者向けに「あすとも」を発行している。
業界初の試みとして、LPガス業界を担う人材育成を目的とした研修施設「アストモスアカデミー」を国内4か所（東北・関東・関西・九州）に設置しており、セールスノウハウや保守点検技術の教育に取り組んでいる。また社会貢献・環境保全活動の一環として、2010年度より「あすをともす森づくり」と題しフィリピン・ボホール島でのマングローブ植樹活動に取り組んでいる。毎年6月頃に販売成績が優秀な特約店・販売店を表彰する「アストモスグランプリ」を行っている。
近年は海外事業に力を入れており、調達先の多様化や東南アジアを中心とした販路の開拓などを目指している。また2015年2月1日よりPPS事業者（特定規模電気事業者）として、2016年4月1日からは小売電気事業者として電力事業に参入し、高圧領域の需要家への電力供給を実施している。

## 沿革
※ 沿革｜アストモスエネルギー（外部サイト）
- 1962年（昭和37年）6月18日 - 三菱液化瓦斯株式会社設立。
- 2001年（平成13年）10月1日 - 出光興産のLPガス部門が独立し、出光ガスアンドライフ株式会社設立。
- 2006年（平成18年）4月1日 - 三菱液化瓦斯、出光ガスアンドライフ株式会社及び三菱商事から分社独立したLPガス部門の三社を事業統合し、アストモスエネルギー株式会社設立。
- 2007年（平成19年）9月10日 - 豪州・東ティモール共同石油開発海域内「バユ・ウンダン・ガス田」で生産されるLPガスのターム契約を締結[3]。
- 2008年（平成20年）
  - 5月1日 - アストモス受注センター（東京都中央区茅場町）が業務を開始。
  - 11月 - 初の海外拠点となるロンドン支店を英国ロンドン市に開設。
  - 11月 - アストモスアカデミー九州竣工。
- 2009年（平成21年）
  - 3月 - アストモスアカデミー東北竣工。
  - 7月1日 - LPガス専業会社として初めて、家庭用燃料電池コージェネレーションシステム「エネファーム」の販売を開始。
  - 12月28日 - 2ヶ所目の海外拠点となる中東事務所を、アラブ首長国連邦アブダビ市に開設。
- 2010年（平成22年）4月 -「あすをともす森づくり」プロジェクトとして、植樹活動開始。
- 2011年（平成23年）5月2日 - 本社及び関東第一支店・関東第二支店事務所をサピアタワー（東京都千代田区丸の内1-7-12　24F・25F）へ移転。
- 2012年（平成24年）
  - 8月末 - 新造船「ASTOMOS　EARTH」就航[4]。
  - 12月1日 - 3ヶ所目の海外支店として、シンガポール支店を開設。
- 2013年（平成25年）2月 - 米国Enterprise Product partners LP社と、米国産LPガスの購入・販売に関する複数年契約を締結[5]。
- 2014年（平成26年）1月 - 本部体制を「管理本部」「国際事業本部」「国内事業本部」「リテール・事業開発本部」の4本部体制とする。
- 2015年（平成27年）3月30日 - 2011年より進めていた二次基地の耐震・BCP対応工事が全て完了。
- 2016年（平成28年）1月1日 - 100％出資の販売会社8社を統合し、アストモスリテイリング株式会社を設立。
- 2017年（平成29年）4月1日 - 「管理本部」と「経営企画部」を統合し、「コーポレート本部」とする。
- 2018年（平成30年）1月1日 - 「リテール・事業開発本部」を廃し「国内事業本部」へ移管する。
- 2021年（令和3年）9月1日 - グリーン戦略室を新設。
- 2024年（令和6年）4月1日 - 本部制を廃止して、管掌役員を設置。デジタル戦略室、安全環境室を新設。
- 2025年（令和7年）1月9日 - 東都自動車株式会社とカーボンニ ュートラル LP ガスの売買に関する契約を締結。カーボンニュートラル LP ガスをタクシー用燃料として導入。

## 事業拠点

### 本社
- 東京都千代田区丸の内1-7-12　サピアタワー24階

### 支店・事務所
- 北海道支店 - 北海道札幌市中央区北1条西2-1　札幌時計台ビル6階
- 東北支店 - 宮城県仙台市青葉区本町2-15-1　ルナール仙台10階
- 関東第一支店・関東第二支店 - 東京都千代田区丸の内1-7-12　サピアタワー24階
- 中部支店 - 愛知県名古屋市中村区名駅3-28-12　大名古屋ビルヂング18階
- 北陸支店 - 石川県金沢市広岡3-1-1　金沢パークビル8階
- 関西支店 - 大阪府大阪市北区堂島2-2-2　近鉄堂島ビル4階
- 中国支店 - 広島県広島市中区幟町13-11 明治安田生命広島幟町ビル11階
- 四国支店 - 愛媛県松山市一番町3-2-11　松山第一生命ビル7階
- 九州支店 - 福岡県福岡市博多区博多駅東2-6-1　九勧筑紫通ビル3階
  - 九州支店沖縄オフィス - 沖縄県那覇市曙2-24-3　曙沖商ビル7階
- ロンドン支店 - Mid City Place,71 High Holborn,London WC1V 6BA,United Kingdom
- 中東事務所 - Shining Tower, Office No. 2403A, 24th Floor Mubarak Bin Mohammed Street, Khalidiya Area Abu Dhabi, U.A.E
- シンガポール支店 - 1 George Street #21-05 A One George,Singapore 049145

### 研修センター
- アストモスアカデミー東北 - 宮城県仙台市太白区西中田1-18-40
- アストモスアカデミー関東 - 千葉県浦安市美浜1-9-2　パシフィックマークス新浦安7階
- アストモスアカデミー関西 - 大阪府吹田市江坂町1-23-20　TEK第2ビル4階
- アストモスアカデミー九州 - 福岡県久留米市荒木町荒木1977-1

## 関係会社

### 販売会社
- アストモスリテイリング - 東京都千代田区丸の内1-7-12　サピアタワー24階
- 山田日之出ガス - 山口県下松市大字平田550-2
- サンホーム - 愛媛県西条市新田173-1

### 二次基地会社
- 八戸アストモスターミナル - 青森県八戸市豊洲2-1
- アストモスエネルギー金沢ターミナル - 石川県金沢市大野町4-ソの6
- 市川アストモスターミナル - 千葉県市川市高谷新町6-2

### 機器販売会社
- アストモスガス機器 - 東京都千代田区丸の内1-7-12　サピアタワー24階

### 輸入基地会社
- 九州液化瓦斯福島基地 - 長崎県松浦市福島町塩浜免58-2

### システム販売会社
- ガステージシステム - 東京都江東区亀戸2-27-7　亀戸アイマークビル3階

### 外航船保有会社
- Gas Diana Transport Inc. - Monrovia, Liberia
- Dia Maritime Inc. - Monrovia, Liberia
- Gas Asia Shipping Inc. -  Monrovia, Liberia

## 広告
現在、テレビ・ラジオ共に提供している番組はない。

### かつて提供していた番組
- はなまるマーケット（TBSテレビ・JNN系列）
- ニューイヤー駅伝2008（TBSテレビ・JNN系列）
- 世界バリバリ★バリュー（毎日放送・JNN系列）
- モクスペ（日本テレビ・NNS系列）
- ザ・ベストハウス123（フジテレビ・FNS系列）
- ちびまる子ちゃん（フジテレビ・FNS系列）
- 朝だ!生です旅サラダ（朝日放送・ANN系列）
- ほっとインフォメーション（TBSラジオ・JRN系列）